# 拉廊府
拉廊府（皇家轉寫：Changwat Ranong，泰語發音：[t͡ɕāŋ.wàt ra.nɔːŋ]）在泰國南部，她座落在安達曼海滂。西面是緬甸德林達依省的高当（Kawthaung），東到南分別是泰國的春蓬府、素叻府和攀牙府。

## 地理
拉廊府處在馬來亞半島中部狹長的克拉地峽，西端為普吉山脈。她臨著安達曼海有漫長的海岸。
在北部的卡泊縣（Amphoe Kapoe）有一個面積為303.09平方公里的自然生態圈保護區。她建立於1997年，主要是用以保護紅水杉林。
在本府南部還有另一個納柯運河野生動物保護區（Khlong Nakha Wildlife Sanctuary）。

## 氣候
本府的氣候特徵就是每年長達七、八個月連綿不斷的豪雨，在1955年全年雨量曾達到6699.5毫米。 而泰國中部的平均降雨量僅為1200毫米。

## 人口
本府是泰國人煙最稀少的一府，百分之八十的地面是無人居住的森林地帶，過去人多從事採錫礦，現代人口多參與燒瓷、捕魚、橡膠和核桃的種植。

## 歷史
拉廊原先主要為馬來人居住，後來到十七至十八世紀泰國人不斷大規模遷入，馬來人漸漸失勢及遷出。

## 府徽和府花
| 五世泰王朱拉隆功大帝曾經駕臨過拉廊府地，他在尼威斯吉利山（Niveskiri Hill）上一座城堡中棲息，這座城堡後來就成為拉廊府的徽章標誌。 |

本府的府樹是大花紫薇（Lagerstroemia speciosa），府花是石斛兰（Dendrobium formosum）。

## 行政及管理
本府行政上被劃分為五個縣（ampoe），又進一步被劃分為30個區（tambon）及167個村（muban）。
| \| # \| 中文名 \| 泰文名 \| 英文名 \| \| - \| -------------------- \| --------- \| ------------- \| \| 1 \| 拉廊府治县（英语：Mueang Ranong District） \| เมืองระนอง \| Mueang Ranong \| \| 2 \| 拉温县（英语：La-un District） \| ละอุ่น \| La-un \| \| 3 \| 加坡县（英语：Kapoe District） \| กะเปอร์ \| Kapoe \| \| 4 \| 克拉武里县（英语：Kra Buri District） \| กระบุรี \| Kra Buri \| \| 5 \| 素三兰县（英语：Suk Samran District） \| สุขสำราญ \| Suk Samran \| |            |           |               |
| # | 中文名     | 泰文名    | 英文名        |
| 1 | 拉廊府治县 | เมืองระนอง | Mueang Ranong |
| 2 | 拉温县     | ละอุ่น      | La-un         |
| 3 | 加坡县     | กะเปอร์    | Kapoe         |
| 4 | 克拉武里县 | กระบุรี     | Kra Buri      |
| 5 | 素三兰县   | สุขสำราญ   | Suk Samran    |

## 外部連結
- 泰国皇家旅游局拉廊府专页
- 拉廊府地方政府
- 拉廊府旅游指南
- 拉廊府邮政编码地图

9°58′01″N 98°38′08″E / 9.96694°N 98.63556°E